# Médaille militaire
La Médaille militaire (Medaglia militare) è una decorazione francese istituita il 22 gennaio 1852 dal Capo di Stato francese Napoleone III.

## Storia
Il creatore della médaille fu l'Imperatore Napoleone III, che avrebbe preso ispirazione da una medaglia simile coniata da suo padre Luigi Bonaparte quando era Re d'Olanda. La Medaglia Militare veniva concessa a quel personale che si era distinto per atti di coraggio in azioni contro il nemico, ma poteva essere concessa anche ai capi supremi, come generali od ammiragli, nominati comandanti in capo delle diverse forze. Questa medaglia particolare era considerata addirittura superiore alla Gran croce della Legion d'Onore. Dopo la prima guerra mondiale la medaglia venne concessa anche a quanti avevano ricevuto ferite in combattimento.
Solo raramente questa decorazione era concessa agli stranieri. Durante la seconda guerra mondiale la medaglia ottenne il numero massimo decorazioni concesse agli stranieri, in gran parte inglesi e statunitensi facenti parte delle forze d'esercito alleate, tra cui spiccavano Winston Churchill, Franklin Delano Roosevelt e Josip Broz Tito (quest'ultimo la ottenne come supremo comandante delle forze militari jugoslave, e non come capo militare). Dwight Eisenhower la ricevette come Presidente degli Stati Uniti nel 1952.

## Insigniti illustri
- François Achille Bazaine Maresciallo di Francia (1864)
- Louis-Ferdinand Céline
- Winston Churchill
- Dwight Eisenhower
- Jean Gabin
- Milite Ignoto italiano
- Olav V di Norvegia
- James Patterson
- Franklin D. Roosevelt
- Pierre Schoendoerffer
- William Shockley
- Josip Broz Tito
- Hailé Selassié